# 여군 외출
《여군 외출》(She Takes Leave)은 한국에서 제작된 우태영 감독의 1990년 드라마 영화이다. 신혜수 등이 주연으로 출연하였고 윤우식 등이 제작에 참여하였다.

## 출연

### 주연
- 신혜수
- 전호진

### 조연
- 임미애
- 김나영
- 윤진영
- 김미미

## 기타
- 원작자: 하주택
- 촬영부: 송영대
- 촬영부: 정성훈
- 촬영부: 박상홍
- 조명: 조영철
- 조명부: 배상일
- 조명부: 이재봉
- 조명부: 추훈엽
- 조명부: 안성열
- 스틸: 김규홍
- 조연출: 박영호
- 조연출: 이성룡
- 조연출: 김흥식
- 조연출: 최용호
- 녹음: 손인호
- 색보정: 권수학
- 소품: 김호숙
- 현상: 세방현상소
- 효과: 김재희